# Carlo Bigatto
Carlo Bigatto (Balzola, 29 agosto 1895 – Torino, 16 settembre 1942) è stato un calciatore e allenatore di calcio italiano, di ruolo mediano.
Viene indicato anche come Bigatto I per distinguerlo da Giorgio Bigatto, anch'egli calciatore juventino (nella stagione 1923-1924). Oltre al suo legame sportivo con la società bianconera, presiedette la sezione di bocce del club nei primi anni 1940.
È scomparso nel 1942, all'età di 47 anni, dopo una lunga malattia.

## Caratteristiche tecniche

### Giocatore
Abile dribblatore e ottimo marcatore, era rinomato per la capacità di rubare palla con estrema facilità.

## Carriera

### Giocatore

#### Club
Iniziò a giocare nella Junior, squadra dilettantistica, per poi trasferirsi nel Piemonte di Torino. Nel 1913 passò ai concittadini della Juventus, con cui esordì diciottenne il 12 ottobre di quell'anno in una sfida contro il Racing Libertas di Milano, segnando nell'occasione quella che rimarrà la sua unica rete in maglia bianconera.
Divenne presto noto alle cronache, da una parte per il caratteristico stile con cui scendeva in campo, indossando un cappello bianconero – «un copricapo con due alette che scendono fin sotto le orecchie» – che, unito «a due baffoni minacciosi», gli conferivano un singolare aspetto piratesco; e dall'altra per l'abitudine decisamente lontana dai canoni della vita di atleta, di arrivare a fumare anche 140 sigarette al giorno.

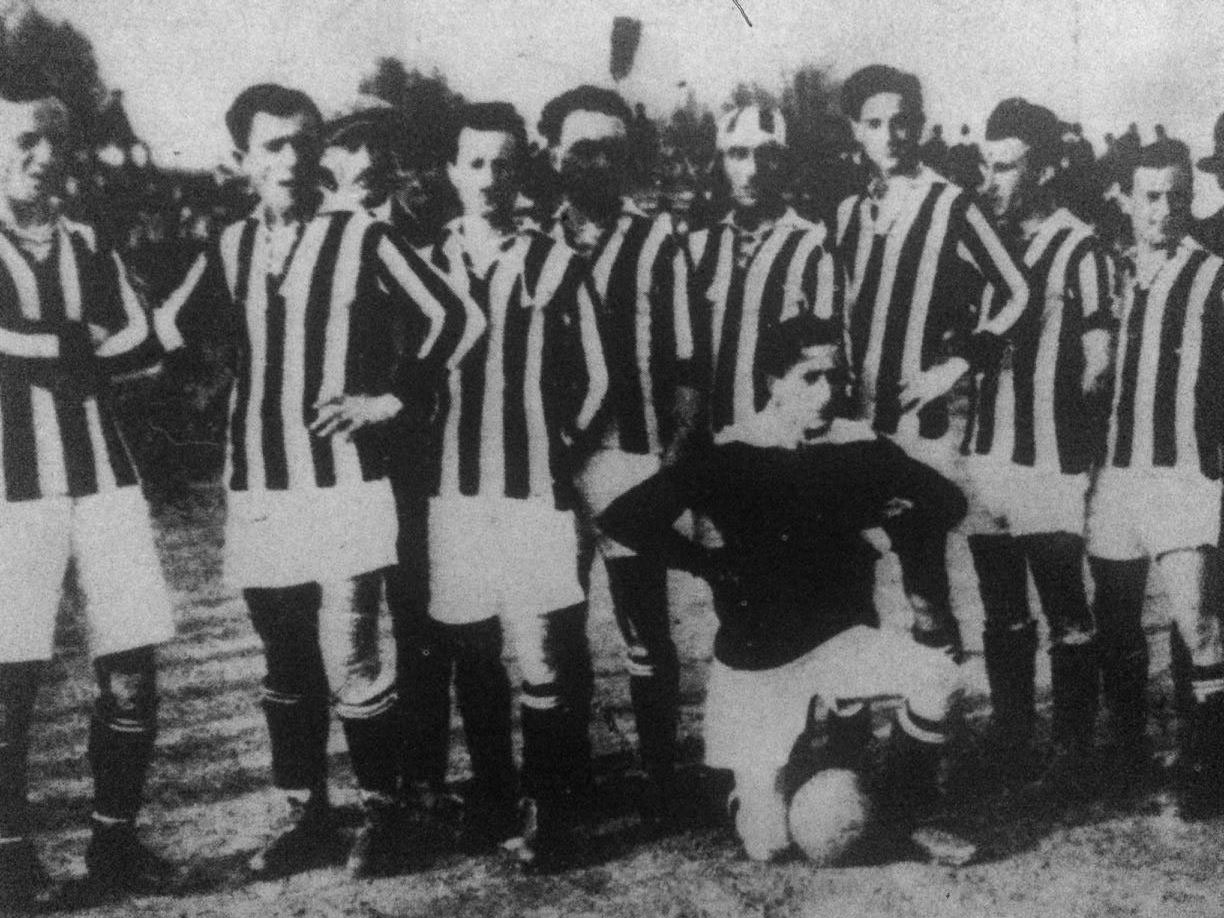
Bigatto (in piedi, quarto da destra) nella Juventus 1920-1921

Per Bigatto, la cui attività primaria era quella di gestire un deposito di legname, il calcio era più che altro un modo per pubblicizzare la sua azienda, tanto che per mantenere «una condizione privilegiata che gli permetteva di fare quello che voleva», tra cui l'avere il vizio del fumo, per tutta la carriera mantenne lo status di dilettante rifiutando sempre di venire stipendiato dalla società juventina.
Con il club torinese giocò inizialmente come centravanti. La sua carriera subì un brusco stop nel 1915, quando fu costretto ad arruolarsi con la brigata fanteria Pinerolo per andare a combattere nella Grande Guerra. Una volta tornato dal fronte, da qui in avanti venne schierato prettamente come centromediano.
Primo uomo-simbolo del club bianconero, vi militò per oltre due decenni fino all'inizio degli anni 1930, divenendo con la fascia da capitano al braccio l'ideale trait d'union tra la Juventus dei fondatori e quella del Quinquennio d'oro: scese in campo per l'ultima volta il 21 dicembre 1930 contro la Lazio, all'età di 35 anni, prima di ritirarsi a causa di tendini ormai malandati.

#### Nazionale
Esordì con la maglia dell'Italia il 22 marzo 1925, sostituendo al 25' Ottavio Barbieri nella gara casalinga contro la Francia vinta dagli azzurri per 7-0. In seguito rappresentò la nazionale in altre quattro occasioni. Con Bigatto in campo la nazionale italiana non ha mai perso (4 vittorie e 1 pareggio).

### Allenatore
Allenò la Juventus nell'annata 1934-1935, subentrando in dicembre all'esonerato Carlo Carcano, staccando a fine stagione l'Ambrosiana-Inter di 2 punti in classifica e portando i bianconeri a vincere il quinto scudetto consecutivo del cosiddetto Quinquennio d'oro; fu poi sostituito da Virginio Rosetta nell'annata successiva. In seguito fu anche dirigente dei torinesi.

## Statistiche

### Cronologia presenze e reti in nazionale
| Cronologia completa delle presenze e delle reti in nazionale ― Italia | Cronologia completa delle presenze e delle reti in nazionale ― Italia | Cronologia completa delle presenze e delle reti in nazionale ― Italia | Cronologia completa delle presenze e delle reti in nazionale ― Italia | Cronologia completa delle presenze e delle reti in nazionale ― Italia | Cronologia completa delle presenze e delle reti in nazionale ― Italia | Cronologia completa delle presenze e delle reti in nazionale ― Italia | Cronologia completa delle presenze e delle reti in nazionale ― Italia |
| Data                                                                  | Città                                                                 | In casa                                                               | Risultato                                                             | Ospiti                                                                | Competizione                                                          | Reti                                                                  | Note                                                                  |
| --------------------------------------------------------------------- | --------------------------------------------------------------------- | --------------------------------------------------------------------- | --------------------------------------------------------------------- | --------------------------------------------------------------------- | --------------------------------------------------------------------- | --------------------------------------------------------------------- | --------------------------------------------------------------------- |
| 22-3-1925                                                             | Torino                                                                | Italia                                                                | 7 – 0                                                                 | Francia                                                               | Amichevole                                                            | -                                                                     | 25’                                                                   |
| 8-11-1925                                                             | Budapest                                                              | Ungheria                                                              | 1 – 1                                                                 | Italia                                                                | Amichevole                                                            | -                                                                     |                                                                       |
| 17-1-1926                                                             | Torino                                                                | Italia                                                                | 3 – 1                                                                 | Cecoslovacchia                                                        | Amichevole                                                            | -                                                                     |                                                                       |
| 21-3-1926                                                             | Torino                                                                | Italia                                                                | 3 – 0                                                                 | Irlanda                                                               | Amichevole                                                            | -                                                                     | 46’                                                                   |
| 17-4-1927                                                             | Torino                                                                | Italia                                                                | 3 – 1                                                                 | Portogallo                                                            | Amichevole                                                            | -                                                                     |                                                                       |
| Totale                                                                |                                                                       | Presenze                                                              | 5                                                                     |                                                                       | Reti                                                                  | 0                                                                     |                                                                       |

## Palmarès

### Giocatore
- Campionato italiano: 2

Juventus: 1925-1926, 1930-1931

### Allenatore
- Campionato italiano: 1

Juventus: 1934-1935